# José Manuel da Fonseca

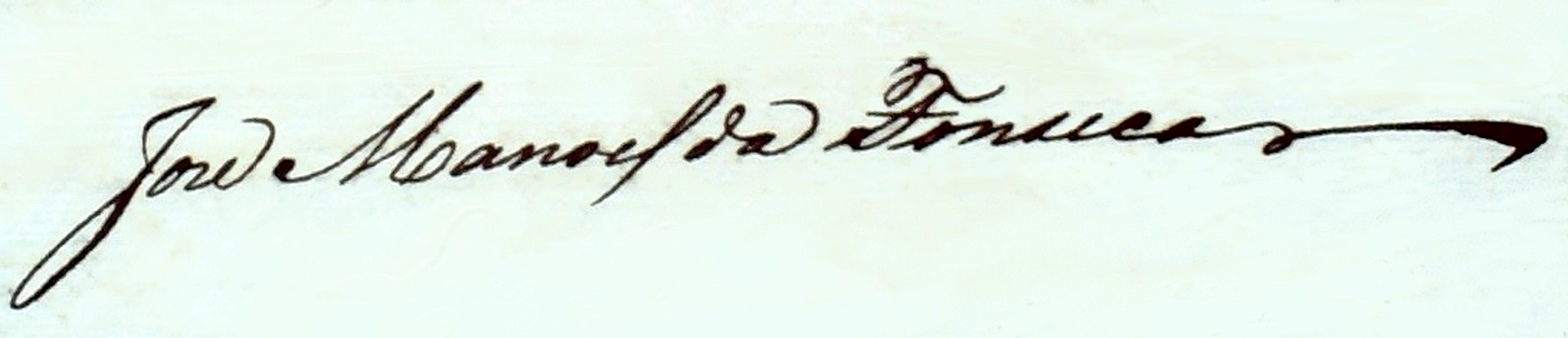
Assinatura do Senador José Manoel da Fonseca

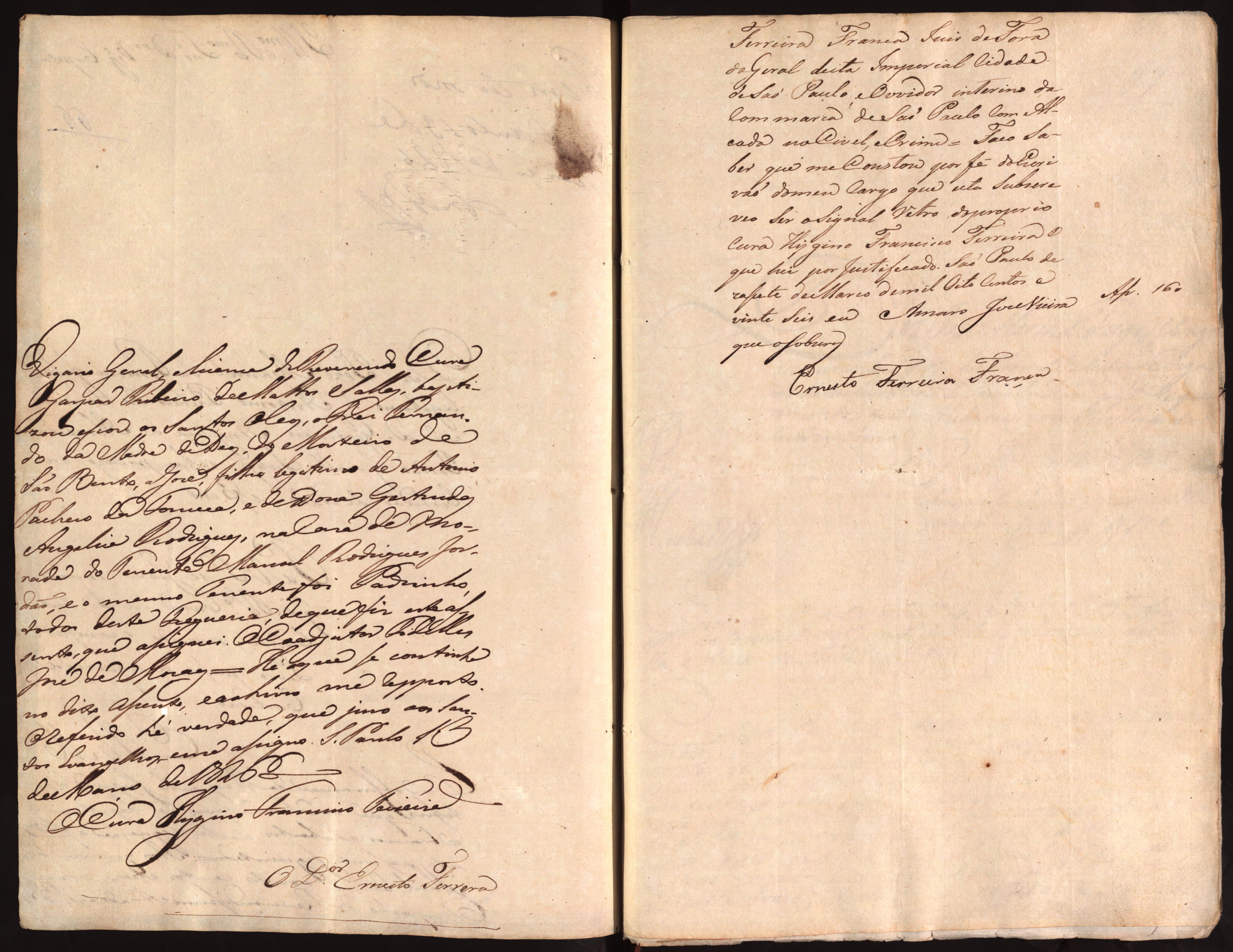
Transcrição do Registro de Batismo do Senador José Manoel da Fonseca

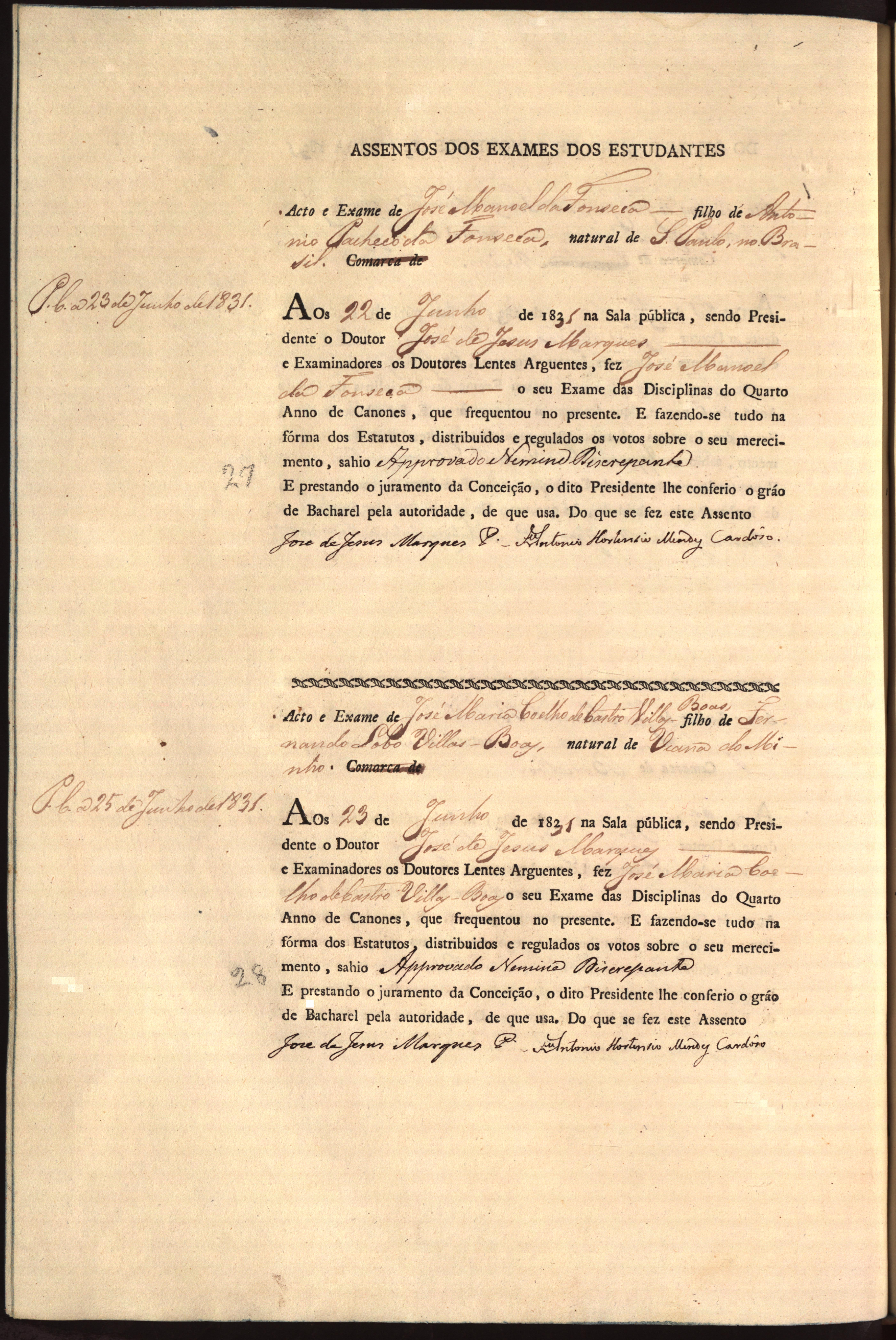
Assentos no registro de estudantes da aprovação final no Curso de Direito da Universidade de Coimbra

José Manuel da Fonseca (São Paulo, 5 de abril de 1803 - 10 de março de 1870) foi um advogado, jornalista e político brasileiro.

## Biografia
Filho de Antonio Pacheco da Fonseca, abastado senhor de engenho em Itu,  e Gertrudes Angélica Rodrigues de Almeida, José Manoel da Fonseca nasce em São Paulo no dia 05 de abril de 1803. Os registros de seu batizado, em 15 de abril do mesmo ano, constam do Livro de Registro de Batismo de Brancos do Mosteiro de São Bento, conforme transcrição solicitada para matrícula na Universidade de Coimbra em 1826.

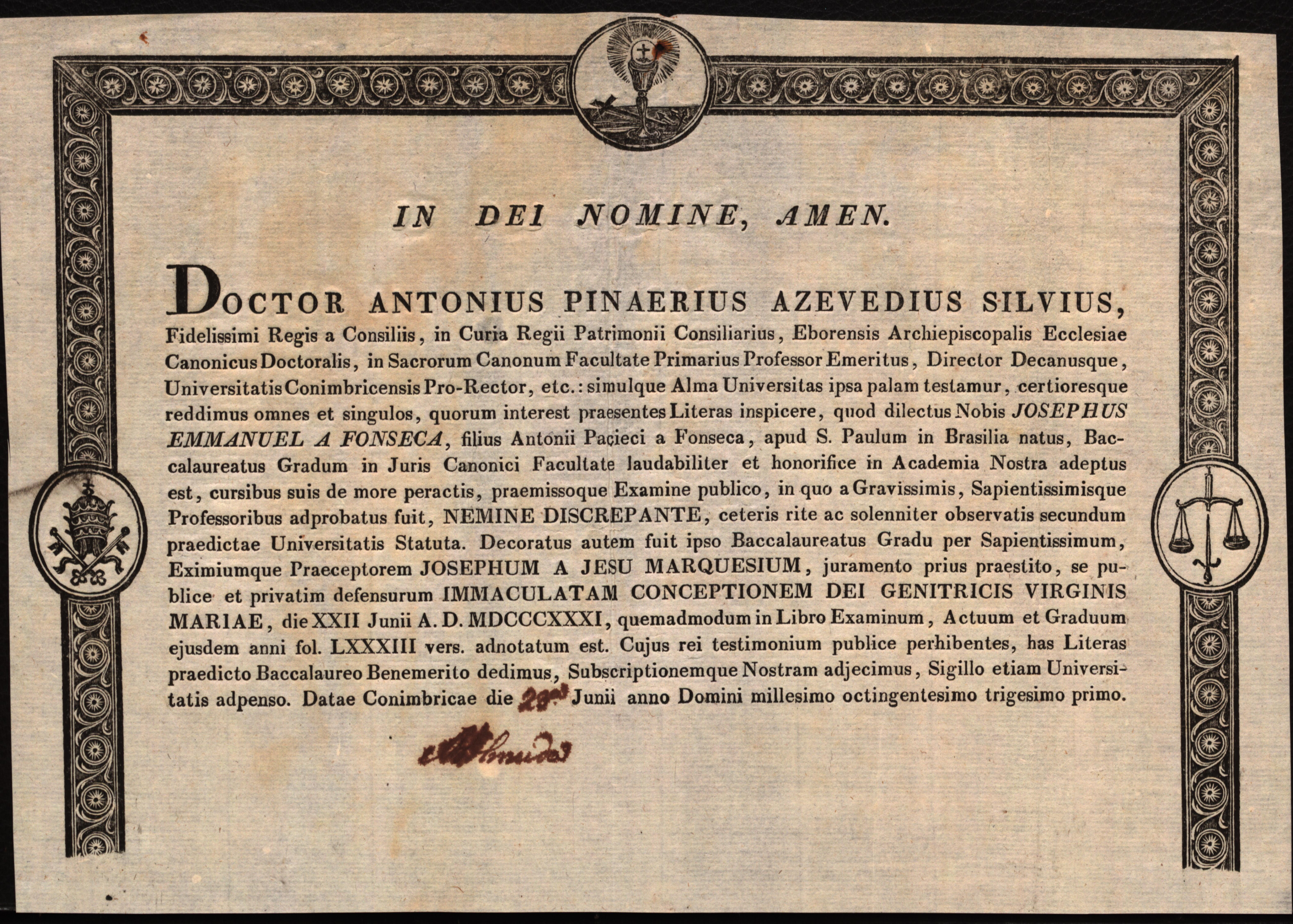
Diploma de Bacharel em Direito concedido a José Manuel da Fonseca

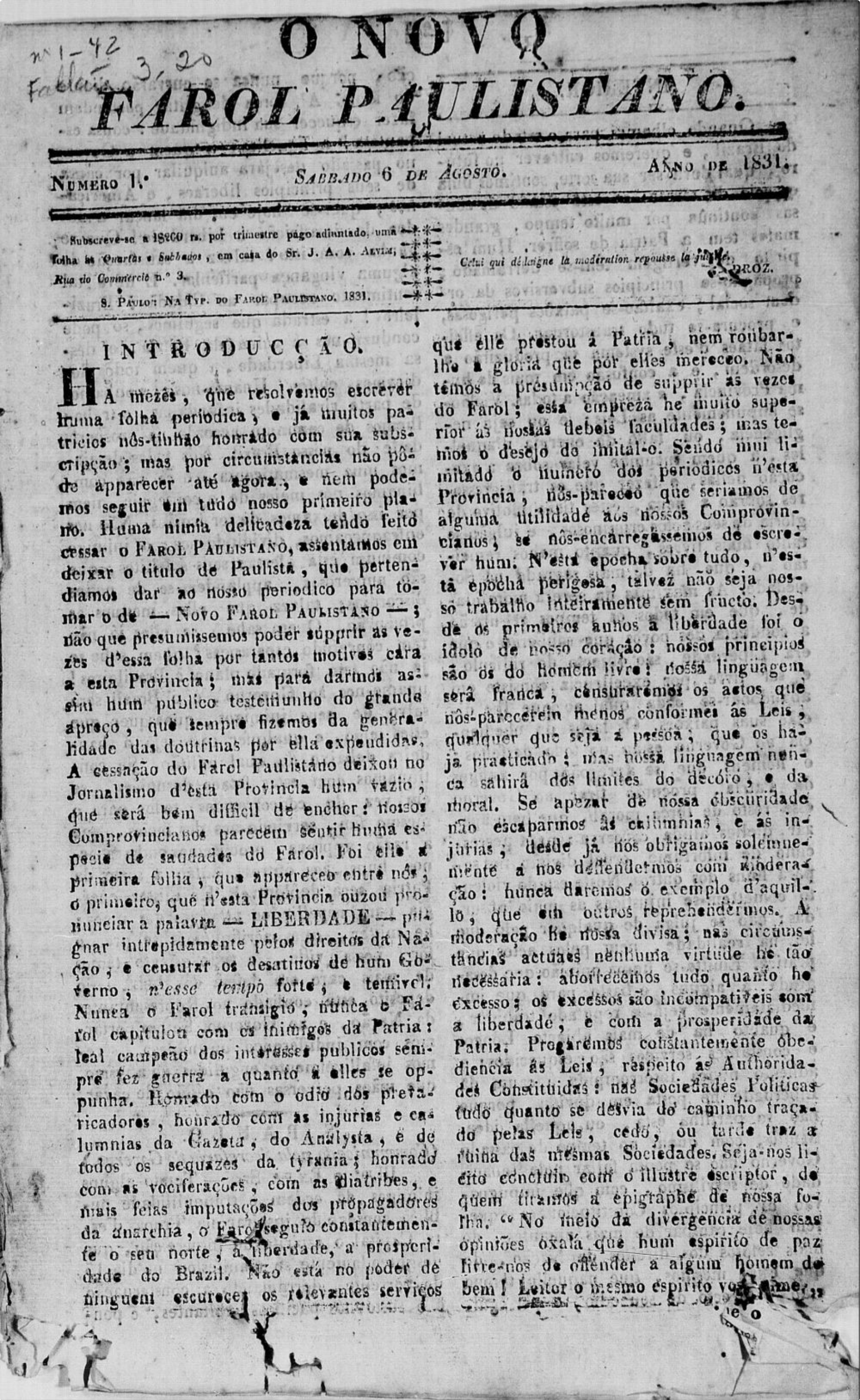
Primeira edição do Jornal O Novo Farol Paulistano - 06 de agosto de 1831

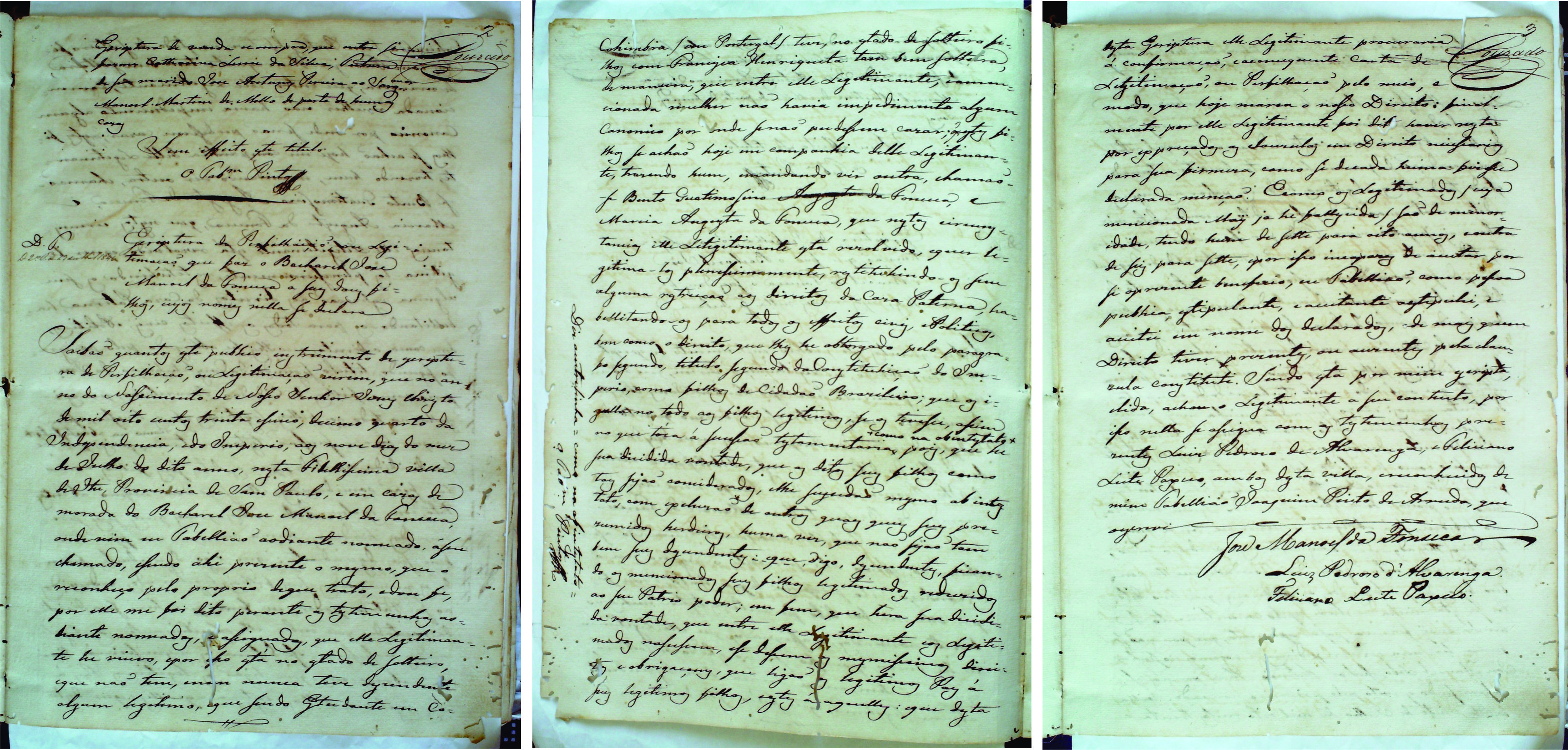
Escritura de Legitimação dos filhos com Francisca Henriqueta, lavrada em Itu, no ano de 1835. Arquivo do Museu e Arquivo Histórico do Município de Itu

As propriedades de seu pai, Antônio Pacheco de Almeida, eram várias em Itu, conforme constam do Maço de População de Itu em 1818 (ALMEIDA, 2000):
- Antônio Pacheco da Fonseca
  - BR Registro nº 209: Proprietário de uma fazenda denominada Engenho da Serra, havida por compra, medindo 1200 x 1000 braças (240 alqueires), possui 50 escravos, reside na fazenda, atividade/produção: tem engenho e fábrica de açúcar e planta cana.
  - Registro nº 210: Proprietário de outra fazenda denominada Santa Cruz de Capivari, havida por compra, medindo 600 x 3750 braças (450 alqueires), possui os mesmos 50 escravos, reside na fazenda já referida, atividade/produção: planta mantimentos e cria gado.
  - MP Cia. E, fogo 88, branco, 36 anos, casado (cônjuge: Gertrudes Angélica, branca, 44 anos), filhos: 3 (b:3), escravos: 30 (a:3, b:4, c:21, d:2), produção/atividade: senhor de engenho. Fez de açúcar alvo 650 arrobas, redondo 200 arrobas (deixando 8 para seu gasto), mascavo 50 arrobas; planta mantimentos para seu gasto.[4]

Por volta de 1826 segue para Lisboa onde cursa Direito na Universidade de Coimbra. Nos registros acadêmicos daquela Universidade constam as atas de aprovação no terceiro e quarto ano (vide imagem), assim como cópia do diploma que lhe foi concedido ao término do Curso em 23 de junho de 1831 (vide imagem).
Em Portugal conhece Francisca Henriqueta. Deste relacionamento resultam 3 filhos:
- Bento Guatemozin Augusto da Fonseca (Coimbra, ? - ?) - Em sua obra, Brotero (1948) o apresenta como sendo fazendeiro em Itupeva. Detinha o cargo de Capitão Comandante da 2ª Companhia do 11º Batalhão de Infantaria de Guarda Nacional. [5]
- Dr. Antônio Augusto da Fonseca (Coimbra, 09/02/1830 - Jundiaí, 20/06/1890) - Advogado e político, dentre outros cargos foi presidente da província do Paraná de 14 de setembro de 1868 até 28 de agosto de 1869.[5]
- Márcia Augusta de Fonseca (Coimbra, ? - Jundiaí, 11/11/1916).[5]

Não foram encontradas informações sobre Francisca, tão pouco sobre o local e os registros de batismo dos filhos. Contudo, através de certidão pública, o então Bacharel José Manoel da Fonseca reconhece a legitimidade dos filhos em 1835 (vide imagem).
Como uma de suas primeiras atividades após o seu retorno ao Brasil, participa da fundação do Jornal O NOVO FAROL PAULISTANO. Alinhado com o governo monarquista, atuando dentro de um modelo de imprensa "semi oficial", O Novo Farol Paulistano teve seu primeiro número circulado em 06 de agosto de 1831 e foi publicado dentro desse modelo redatorial até 14 de novembro de 1834. A partir dessa data o Jornal passa a adotar um postura independente, mantida até a sua última edição conhecida, lançada em 01 de março de 1837.
Em julho de 1832 é nomeado procurador fiscal da tesouraria da Província de São Paulo, reformada por lei de 04 de outubro de 1831. Lá exerce suas atividades até janeiro de 1835. 
Em 22 de setembro de 1832, casa-se com Ana Brandina da Silva Prado (São Paulo?, 1791? - antes de 1836), filha de Ana Vicência Rodrigues de Almeida Prado e de seu primeiro marido, Antônio da Silva Prado. Deste primeiro casamento o casal não deixou filhos.
Em 04 de maio de 1837 casou-se com Ana Joaquina de Queirós Teles (Ana Joaquina do Prado Fonseca - Jundiaí, 04/05/1821 - São Paulo, 28/02/1906) filha de Antônio de Queirós Teles (Jundiaí, 01/02/1789 - 11/10/1870), barão de Jundiaí e Ana Leduina de Morais Jordão (Jundiaí, 06/07/1798 - São Paulo, 21/12/1877), 1ª Baronesa de Jundiaí.. Deste casamento ficou como filho do casal, Antonio Leme da Fonseca, (Jundiaí, 1839 - 1897).
Sua carreira na política começa em 1835 quando assume como suplemente de Deputado Provincial na 1ª Legislatura (1835/1837). Na 2ª Legislatura é eleito e ocupa o cargo de Deputado Provincial no período de 1838 a 1839. Em 1838, durante a 2ª Legislatura, assume a 1ª Secretaria da Mesa Diretora da Assembleia Provincial. 
No biênio 1839-1840, em função da lei de 03 de outubro de 1834, é nomeado Vice Presidente da Província de São Paulo pela Assembleia Provincial.
É reeleito para a 3ª Legislatura da Assembleia Provincial e mantém o cargo nos anos de 1840 e 1841. Na 4ª Legislatura, de 1842 a 1843, é declarado suplente e na 5ª Legislatura (1844/1845) retorna a ocupar o cargo de Deputado Provincial.
Em 1842 a 1845 é nomeado Deputado Geral do Império, exercendo seu cargo na 5ª Legislatura da Câmara dos Deputados (1842 a 1845).
Por Carta Imperial de 23 de junho de 1854 é indicado pelo Imperador D. Pedro II a ocupar a cadeira de senador do Império do Brasil pela Província São Paulo. Na sessão de 15 de julho é lido e aprovado o parecer da Comissão de Constituição, sendo então declarado Senador. Na sessão do senado do dia 3 de agosto, é formalmente recebido, presta o juramento e efetivamente ocupa o  cargo que manteve até o seu falecimento em 1870.
Mesmo como senador, ocupou o cargo de Vice Presidente da Província de São Paulo em dois períodos distintos:
- o primeiro, como 4º Vice Presidente na gestão de Francisco Diogo Pereira de Vasconcelos (de 29 de abril de 1856 até 22 de janeiro de 1857).[11]
- o segundo, como 4º Vice Presidente na gestão de José Joaquim Fernandes Torres (27 de setembro de 1857 até 17 de abril de 1860).[17]

Depois de viúva do Senador, Ana Joaquina do Prado Fonseca, foi agraciada com o título de Baronesa de Jundiaí (2ª), pelo decreto imperial de 07/05/1887.
Foi abastado fazendeiro de cana e café em Jundiaí, São Paulo, tendo sido o quarto proprietário da Fazenda do Mont Serrat, em Itupeva, posteriormente herdada por seu filho Antonio Leme da Fonseca, sendo seu quinto proprietário.
Tem seu nome homenageado com a Rua Senador Fonseca, em Jundiaí, São Paulo.

Muitas foram as manifestações publicadas nos Jornais Paulistas da época de sua morte. Talvez a que melhor represente o que foi o senador a seu tempo tenha sido a publicada na edição do dia 29 de março de 1871, a seguir transcrita:
A memória do senador José Manoel da Fonseca
A província de S. Paulo acaba de soffrer um grande golpe. Um de seus filhos mais distinctos, o senador José Manoel da Fonseca, deixou de existir.
O finado era descendente de uma das mais ilustres famílias desta província. Nasceu nesta capital a 5 de Abril de 1803.
Tendo recebido ainda bem moço uma educação litteraria pouco comum naquela época, antes de partir para Coimbra foi advogar na cidade de Itú, onde adquiriu no exercício de tão nobre profissão a estima e o respeito das pessoas que o procuravam.

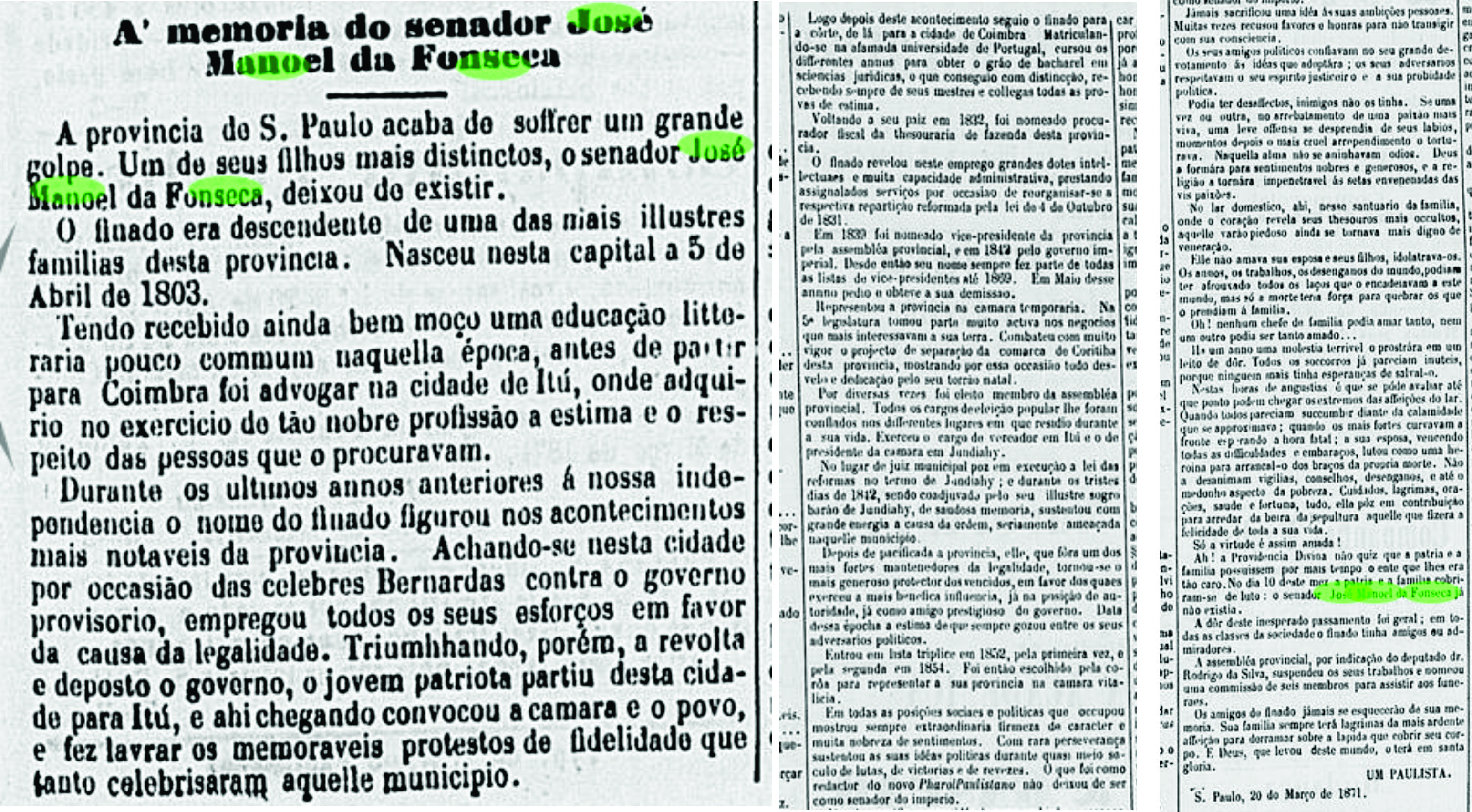
Publicação no Diário Paulistano de 29/03/1871 sobre o falecimento do Senador José Manuel da Fonseca

Durante os ultimos annos anteriores á nossa independência o nome do finado figurou nos acontecimentos mais notaveis da província. Achando-se nesta cidade por occasião das celebres Bernardas contra o governo provisório, empregou todos os seus esforços em favor da causa da legalidade. Triumhhando, porém, a revolta e deposto o governo, o jovem patriota partiu desta cidade para Itú, e ahi chegando convocou a camara e o povo, e fez lavrar os memoráveis protestos de fidelidade que tanto celebrizaram aquelle município.Logo despois desse acontecimento seguiu o finado para a corte, de lá para a cidade de Coimbra Matriculando-se na afamada universidade de Portugal, cursou os differentes annos para obter o gráus de bacharel em sciencias jurídicas, o que conseguiu com distincção, recebendo sempre de seus mestres e collegas todas as provas de estima.
Voltando ao seu paiz em 1832, foi nomeado procurador fiscal da thesouraria de fazenda dessa província.
O finado revelou neste emprego grandes dotes intelectuais e muita capacidade administrativa, prestando assignalados serviçoes por occasião de reorganizar-se a respectiva repartição reformada pela lei de 4 de Outubro de 1831.
Em 1839 foi nomeado vice-presidente da província pela assembleia provincial, e em 1842 pelo governo imperial. Desde então seu nome sempre fez parte de todas as listas de vice-presidentes até 1849. Em Maio desse anno pediu e obteve a sua demissão.
Representou a província na camara temporária. Na 5ª legislatura tomou parte muito activa nos negócios que mais interessavam a sua terra. Combateu com muito vigor o projeto de separação da comarca de Coritiba desta província, mostrando por essa occasião todo desvelo e dedicação pelo seu torrão natal.
Por diversas vezes foi eleito membro da assembléa provincial. Todos os cargos de eleição popular lhe foram confiados nos diferentes lugares em que residio durante a sua vida. Exerceu o cargo de vereador de Itú e o de presidente da camara em Jundiahy.
No lugar de juiz municipal poz em execução a lei das reformas no termo de Jundiahy; e durante os tristes dias de 1852 sendo coadjuvado pelo seu illustre sogro barão de Jundiahy, de saudosa memória, sustentou com grande energia a causa da ordem, seriamente ameaçada naquele município.
Depois de pacificada a província, elle, que fôra um dos mais fortes mantenedores da legalidade, tornou-se o mais generoso protector dos vencidos, em favor dos quaes exerceu a mais benéfica influencia, já na posição de autoridade, já como amigo prestigioso do governo. Data dessa épocha a estima de que sempre gozou entre os seus adversários políticos.
Entrou na lista tríplice em 1852, pela primeira vez, e pela segunda em 1854. Foi então escolhido pela corôa para representar a sua província na camara vitalícia.
Em todas as posições sociaes e políticas que occupou mostrou sempre extraordinária firmeza de caracter e muita nobreza de sentimentos. Com rara perseverança sustentou as suas idéas politicas duante quase meio século de lutas, de victorias e de revezes. O que foi como redactor do novo Pharol Paulistano não deixou de ser como senador do império.
Jamais sacrificou uma idéa ás suas ambições pessoaes. Muitas vezes recusou favores e honras para não transigir com sua consciência.
Os seus amigos políticos confiavam no seu grande devotamento ás idéas que adoptara; os seus adversarios respeitavam o seu espirito justiceiro e a sua probidade politica.
Podia ter desaffectos, inimigos não os tinha. Se uma vez ou outra, no arrebatamento de uma paixão mais viva, uma leve offensa se desprendia de seus lábios, momentos depois o mais cruel arrependimento o torturava. Naquella alma não se aninhavam ódios. Deus a formára para sentimentos nobres e generosos, e a religião a tornára impenetrável ás setas envenenadas das vis paixões.
No lar domestico, ahi, nesse santuario da família, onde o coração revela seus thesouros mais occultos, aquelle varão piedoso ainda se tornava mais digno de veneração.
Elle não amava sua esposa e seus filhos, idolatrava-os. Os annos, os trabalhos, os desenganos do mundo, podiam ter afrouxado todos os laços que o encadeiavam a este mundo, mas só a morte teria força para quebrar os que o prendiam á familia.
Oh! Nenhum chefe de familia podia amar tanto, nem um outro podia ser tanto amado ...
Ha um anno uma molestia terrivel o prostrára em um leito de dôr. Todos os socorros já pareciam inuteis, porque ninguem mais tinha esperanças de salvai-o.
Nestas horas de angustias é que se póde avaliar até que ponto podem chegar os extremos da affeições do lar. Quando todos pareciam succumbir diante da calamidade que se approximava; quando os mais fortes curvavam a fronte esperando a hora fatal; a sua esposa, vencendo todas as difficuldades e embaraços, lutou como uma heroina para arrancal-o dos braços da propria morte. No a desanimam vigílias, conselhos, desenganos, e até o medonho aspecto da pobreza. Cuidados, lagrimas, orações, saude e fortuna, tudo, ella poz em contribuição para arredar da beira da sepultura aquelle que fizera a felicidade de toda a sua vida.
Só a virtude é assim amada!
Ah! a Providencia Divina não quis que a patria e a familia possuíssem por mais tempo o ente que lhes era tão caro. No dia 10 desse mez a patria e a familia cobriram-se de luto: o senador José Manoel da Fonseca já não existia.
A dôr deste inesperado passamento foi geral; em todas as classes da sociedade o finado tinha amigos ou admiradores.
A assembléa provincial, por indicação do deputados dr. Rodrigo da Silva, suspendeu os seus trabalhos e nomeou uma comissão de seis membros para assistir aos funeraes.
Os amigos do finado jamais se esquecerão de sua memoria. Sua familia sempre terá lagrimas da mais ardente affeição para derramar sobre a lapide que cobriu o seu corpo. E Deus, que levou deste mundo, o terá em santa gloria.
UM PAULISTA
S. Paulo, 20 de Março de 1871.